# صلصة الشوكولاتة

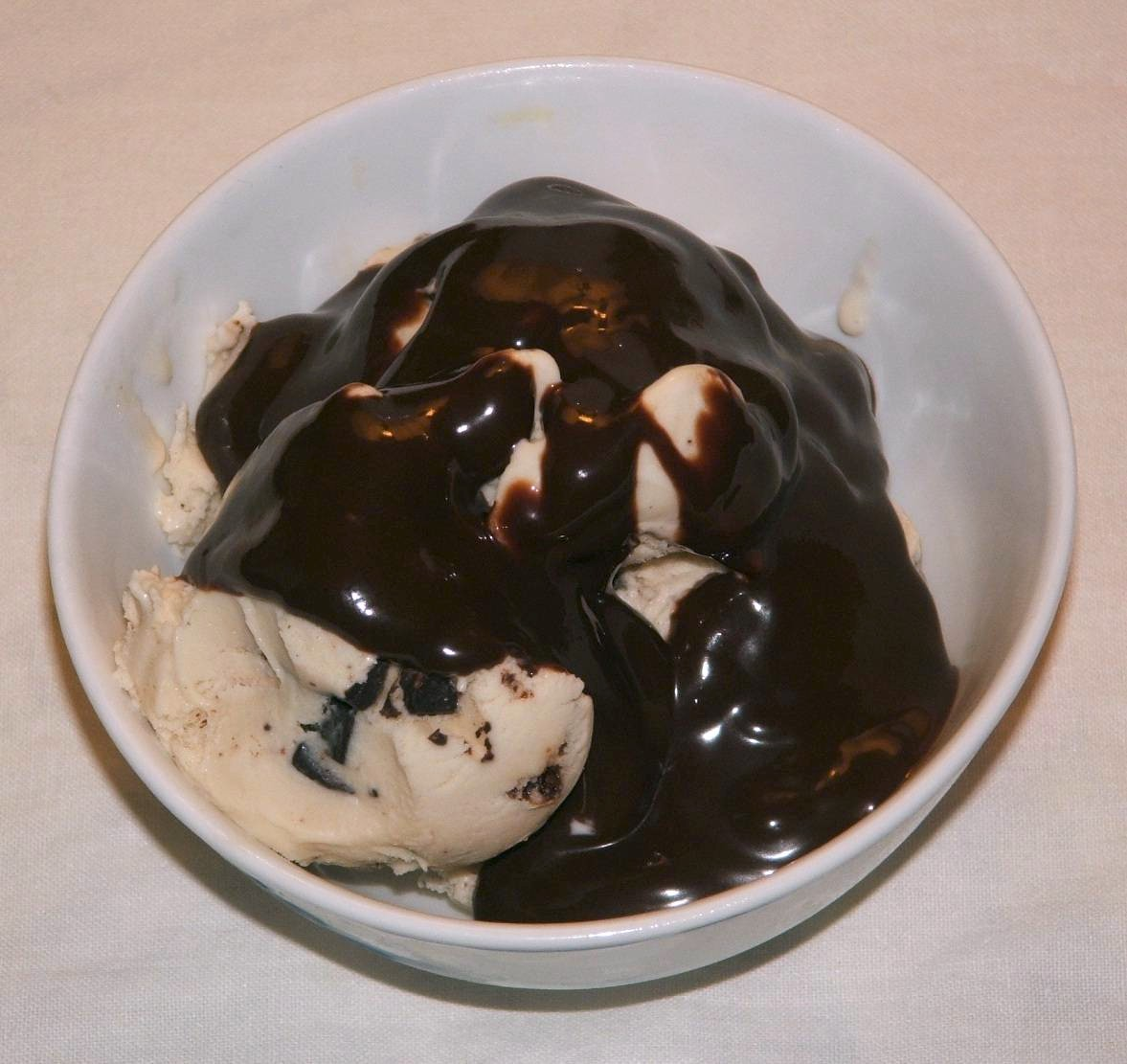
صلصة الشوكولا على المثلجات

صلصة الشوكولا هي صلصة تحضّر من السكر ومسحوق الحليب والكاكاو والزبدة والنيسكافيه. تضاف عادةً هذه الصلصة إلى أنواع عديدة من الكيك، المثلجات والبان كيك. كما يمكن إضافتها فوق الفاكهة كالموز والفراولة مثلاً.